# Club Atlético Defensores de Belgrano (fútbol femenino)
El Club Atlético Defensores de Belgrano es una entidad deportiva argentina ubicada en el barrio de Núñez de la Ciudad Autónoma de Buenos Aires, Argentina. Fue fundado el 25 de mayo de 1906 como Defensores de Belgrano Foot-ball Club. Su primer estadio estuvo ubicado en la actual Plaza Alberti, en el barrio de Belgrano. Sus colores rojo y negro que mantiene hasta la actualidad, fueron tomados del Misiones Football Club de Montevideo. Actualmente disputa la Primera División B, segunda división del fútbol femenino argentino.
Su disciplina de fútbol femenino inició sus actividades en 1997 y es también conocida como Defensores de Belgrano-UBA.

## Historia
Comenzó a participar oficialmente en AFA en 1997 en el Campeonato de Fútbol Femenino 1997. En su partido debut, derrotó a All Boys por 1-0 en condición de local, en dicho torneo culminó 15° (décimo quinto) con 27 unidades. Participó el siguiente año en el Campeonato 1998, donde acabó en 19° (décimo noveno) lugar. No volvió a participar en torneos siguientes.

### Universidad de Buenos Aires (fútbol femenino)

#### Fusión Defensores de Belgrano-UBA
A mitad del año 2019, se anunció oficialmente la unión entre Defensores de Belgrano y el equipo de fútbol femenino de la UBA (Universidad de Buenos Aires).

#### Historia de UBA (fútbol femenino)

El escudo del equipo era el mismo que el logo de la Universidad.

El equipo de fútbol de la UBA, nombrado oficialmente "Universidad de Buenos Aires", comenzó a competir oficialmente en septiembre de 2011, como equipo invitado. Su primer torneo fue el Apertura 2011, su partido debut estuvo retrasado debido a que UBA tenía otros compromisos futbolísticos (este partido se jugó el 15 de octubre de 2011 y  goleó de local 7-1 a Lugano). Su debut fue por la fecha 3 (quedó libre la fecha 2) en La Quemita, de visitante, derrotó 2-3 a Huracán, Lucía Martelli fue la primera jugadora en marcar un gol oficial en la historia del equipo. Finalizó 6° (sexto) en el campeonato, realizando una buena campaña.
En su tiempo en primera división, tuvo buenas actuaciones, destacando 3 veces en las que ocupó el 5° (quinto) lugar.

#### Convenio de fusión
Con la semi-profesionalización del fútbol femenino de Argentina, se determinó que solo podían participar clubes afiliados a la AFA, requisito que UBA no cumplía. El 11 de septiembre de 2019 se hizo oficial la fusión entre susodicho equipo y Defensores de Belgrano, mediante el cual la UBA iba a seguir disputando el torneo pero bajo el escudo y los colores del Dragón.
Ambas instituciones mantenían relaciones amistosas, cordiales y colaborativas desde antes, UBA entrenaba en UBA Deportes, ubicado dentro de Ciudad Universitaria, y disputaba sus partidos en el Predio Los Cardales y ocasionalmente en el estadio Juan Pasquale, ambos propiedad de Defensores de Belgrano.
Entre varios puntos del convenio se destacan los siguientes: 
- Def. de Belgrano proveerá toda su infraestructura jurídica de Asociación Civil, pondrá a disposición su cancha de fútbol profesional.
- La UBA seleccionará a la totalidad de las jugadoras y el cuerpo técnico del Equipo. El Def. de Belgrano se compromete a inscribir ante la AFA la cantidad de 12 contratos de jugadoras y el del Director Técnico, el del Ayudante de Campo y el del Preparador Físico ante la AFA, la UBA solventará los gastos.
- Las camisetas del Equipo deben llevar en su frente el Escudo de ambas instituciones.
- Def. de Belgrano abonará el salario de las 12 jugadoras contratadas e inscriptas ante la AFA.
- UBA pondrá a disposición del CLUB sus espacios deportivos, para desarrollo de sus actividades institucionales.

Convenio de Colaboración y Anexo I a suscribir entre esta Universidad y el Club Atlético Defensores de Belgrano.

### Actualidad
El Defe volvió a participar oficialmente en AFA luego de más de dos décadas, fue parte del primer torneo del llamado profesionalismo, en la temporada 2019-20. El campeonato fue suspendido debido a la pandemia de COVID. A diferencia de su primera etapa, no ha tenido buenas actuaciones, ocupando lugares por debajo de mitad de tabla desde su regreso hasta la actualidad.

#### Descenso
El domingo 17 de septiembre de 2023 fue derrotado 0-1 por Excursionistas en el denominado clásico barrial y perdió la categoría, siendo el primer equipo de la temporada en descender a la segunda categoría.

## Jugadoras

### Plantel
Actualizado a la temporada 2023:

### Mercado de pases
| Mercado de pases 2022-23 | Mercado de pases 2022-23 | Mercado de pases 2022-23 | Mercado de pases 2022-23 | Mercado de pases 2022-23                                                             | Mercado de pases 2022-23                                                             | Mercado de pases 2022-23                                                             | Mercado de pases 2022-23                                                             |
| Altas | Altas | Altas | Altas | Bajas                                                                                | Bajas                                                                                | Bajas                                                                                | Bajas                                                                                |
| Nac. | Pos. | Jugadora | Origen | Nac.                                                                                 | Pos.                                                                                 | Jugadora                                                                             | Destino                                                                              |
| --- | --- | --- | --- | ------------------------------------------------------------------------------------ | ------------------------------------------------------------------------------------ | ------------------------------------------------------------------------------------ | ------------------------------------------------------------------------------------ |
| Bandera de Argentina | | Ángeles Cueto | Comunicaciones | Bandera de Argentina                                                                 |                                                                                      | Laura Galán                                                                          | Libre                                                                                |
| Bandera de Argentina | | Candela Acuña | San Miguel | Bandera de Argentina                                                                 |                                                                                      | Macarena Godoy                                                                       | Libre                                                                                |
| Bandera de Argentina | | Anabela Aquino | UAI Urquiza | Bandera de Argentina                                                                 |                                                                                      | Soraya Ferreyra                                                                      | Libre                                                                                |
| Bandera de Argentina | | Victoria Ríos | Vélez Sarsfield | Bandera de Argentina                                                                 |                                                                                      | Camila Cáceres                                                                       | Libre                                                                                |
| Bandera de Argentina | | Laura Rojas | Atlanta | Bandera de Argentina                                                                 |                                                                                      | Tamara Frías                                                                         | Libre                                                                                |
| Bandera de Argentina | | Jésica Sánchez | Comunicaciones | Bandera de Argentina                                                                 |                                                                                      | Daiana Miño                                                                          | SAT                                                                                  |
| Bandera de Argentina | | Rocío Pérez | Tigre | Bandera de Argentina                                                                 |                                                                                      | Micaela Leones                                                                       | Libre                                                                                |
| Bandera de Argentina | | Esmilse Acosta | Deportivo Español | Bandera de Argentina                                                                 | ???                                                                                  | Luna Rindel                                                                          | Libre                                                                                |
| Bandera de Argentina | | Guillermina Cotellessa | Platense | Bandera de Argentina                                                                 |                                                                                      | Yamil Rodríguez                                                                      | Libre                                                                                |
| Bandera de Argentina | | Ivana Hernández | Deportivo Español | Bandera de Argentina                                                                 |                                                                                      | Victoria Figueroa                                                                    | Libre                                                                                |
| Bandera de Argentina | | Valentina Loza | Rosario Central | Bandera de Argentina                                                                 |                                                                                      | Iara Sánchez                                                                         | Libre                                                                                |
| Bandera de Argentina | | Ana Altube | UBA | Bandera de Argentina                                                                 |                                                                                      | Constanza Urbieta                                                                    | Libre                                                                                |
| Bandera de Argentina | | Laura Penna | Argentinos Juniors | Bandera de Argentina                                                                 |                                                                                      | Brenda Leguiza                                                                       | Libre                                                                                |
| Bandera de Argentina | | Camila Alsina | Huracán | Bandera de Argentina                                                                 |                                                                                      | Florencia Carrizo                                                                    | Atlanta                                                                              |
| Bandera de Argentina | | Erica Ayala | Defensores de Belgrano | Bandera de Argentina                                                                 |                                                                                      | Milagros Giménez                                                                     | Libre                                                                                |
| Bandera de Argentina | | Paula Graña | Defensores de Belgrano | Bandera de Argentina                                                                 |                                                                                      | Eliana Frey                                                                          | Libre                                                                                |
| | | | | Bandera de Argentina                                                                 |                                                                                      | Verónica Arguello                                                                    | Libre                                                                                |
| Leyenda - Nac. : Nacionalidad - Pos. : Posición - Incorporación como cedida (préstamo) - Baja como cedida (préstamo) - Futbolista promovida desde las divisiones inferiores (canterana) | Leyenda - Nac. : Nacionalidad - Pos. : Posición - Incorporación como cedida (préstamo) - Baja como cedida (préstamo) - Futbolista promovida desde las divisiones inferiores (canterana) | Leyenda - Nac. : Nacionalidad - Pos. : Posición - Incorporación como cedida (préstamo) - Baja como cedida (préstamo) - Futbolista promovida desde las divisiones inferiores (canterana) | Leyenda - Nac. : Nacionalidad - Pos. : Posición - Incorporación como cedida (préstamo) - Baja como cedida (préstamo) - Futbolista promovida desde las divisiones inferiores (canterana) | Posiciones: - Arquera/Portera - Defensora - Mediocampista/Centrocampista - Delantera | Posiciones: - Arquera/Portera - Defensora - Mediocampista/Centrocampista - Delantera | Posiciones: - Arquera/Portera - Defensora - Mediocampista/Centrocampista - Delantera | Posiciones: - Arquera/Portera - Defensora - Mediocampista/Centrocampista - Delantera |

Fuentes:

## Rivalidades
El clásico rival histórico es Excursionistas con el que disputa el Clásico Femenino del Bajo, denominación adquirida por su localización de ambos equipos en el Bajo Belgrano y Bajo Núñez. Es un clásico heredaro del fútbol masculino. 
Este enfrentamiento mantiene su tradición y también la rivalidad en el fútbol femenino, ya que los equipos se cruzan con frecuencia en los torneos de Primera División, debido a que en el fútbol masculino se ha perdido regularidad por la diferencia de categorías durante las últimas décadas.

### Último partido
17 de septiembre de 2023 

Defensores de Belgrano 0:1 Excursionistas

### Partidos históricos
El 17 de septiembre de 2023 por la fecha 5 del Campeonato 2023, Excursionistas como visitante le ganó a Defensores de Belgrano por 1:0 con gol de Luz Hernández a los 48 ST, relegando así a Defensores a segunda división.

## Participación en campeonatos nacionales

### Cronograma
La competencia AFA oficial comenzó a disputarse desde 1991, Defensores de Belgrano hizo su primera aparición en 1997 y jugó hasta 1999, y UBA desde 2011 hasta 2019. Al ser una fusión, desde 2011 hasta la actualidad se cuentan a ambos clubes en conjunto y sus temporadas unificadas.